# Austropetalia
Austropetalia is een geslacht van libellen (Odonata) uit de familie van de Austropetaliidae.

## Soorten
Austropetalia omvat 3 soorten:
- Austropetalia patricia (Tillyard, 1910)
- Austropetalia tonyana Theischinger, 1995
- Austropetalia victoria Carle, 1996